# Bibliothèque publique de Winnipeg
La bibliothèque publique de Winnipeg (en anglais : « Winnipeg Public Library ») est un réseau de bibliothèques publiques à Winnipeg, au Manitoba. Les succursales offrent des programmes pour enfants, adolescents et adultes.
Les visiteurs à la Bibliothèque publique de Winnipeg ont emprunté plus de 4,8 millions d'articles, dont des livres numériques, en 2018. La Bibliothèque propose des livres pour adultes et pour enfants dans plus de 30 langues. Certaines succursales proposent des salles de tutorat que les apprenants peuvent utiliser gratuitement.
La Bibliothèque possède des collections de DVD et de Blu-ray et offre l'accès à un réseau Internet sans fil dans les vingt succursales. La Bibliothèque donne accès à plus de 17 000 livres numériques et à plus de 450 000 chansons. Plus de 300 ordinateurs sont mis à la disposition du public et il est possible de les réserver.

## Succursales

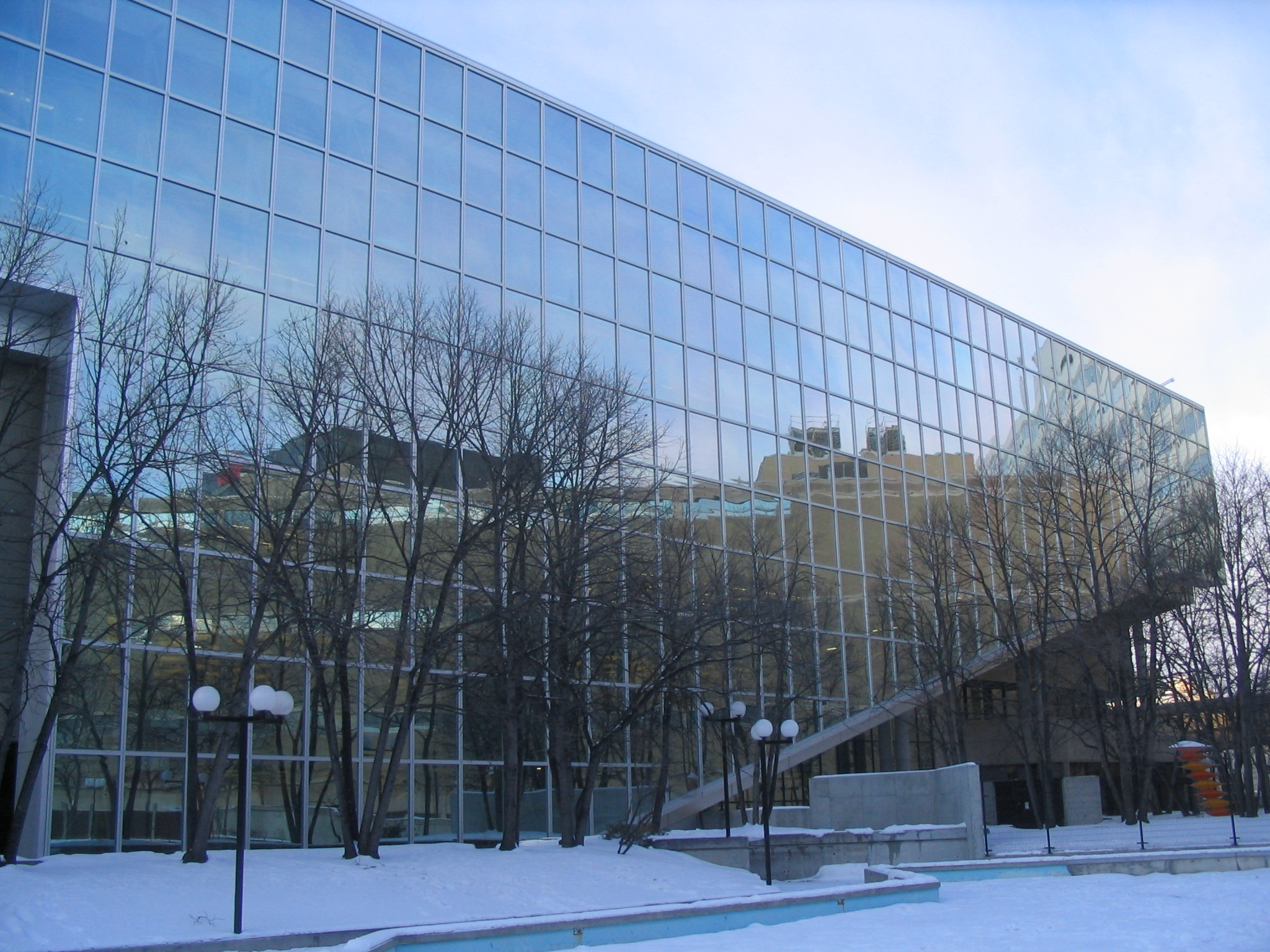
La bibliothèque du Millénaire, succursale principale de la Bibliothèque publique de Winnipeg

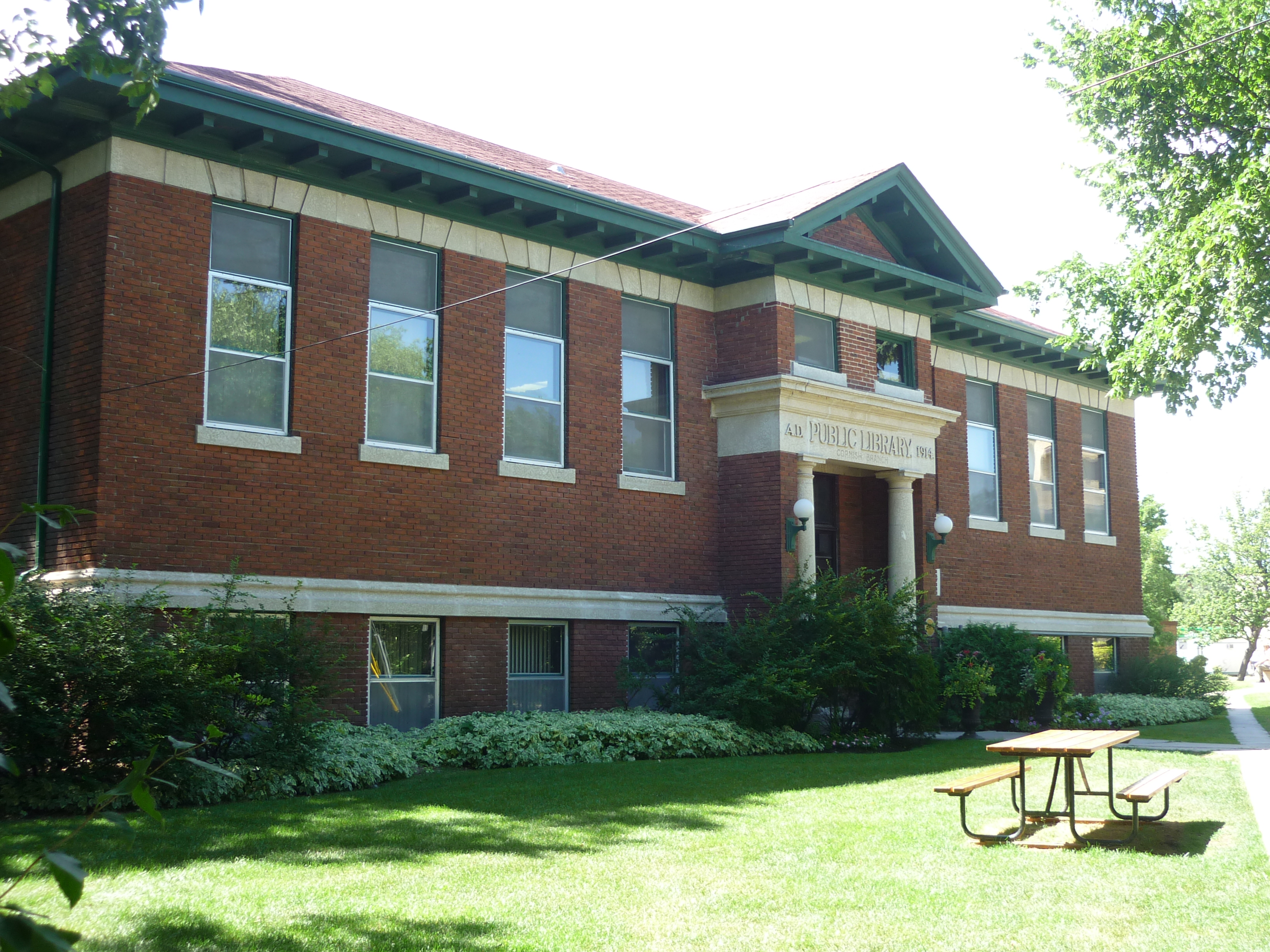
La bibliothèque Cornish, construite en 1915

La Bibliothèque comporte 20 succursales à Winnipeg :
- La bibliothèque Sir William Stephenson, au 765, rue Keewatin;
- La bibliothèque de Kildonan-Ouest, au 365, avenue Jefferson;
- La bibliothèque Henderson, au 1-1050 Henderson Highway;
- La bibliothèque St. John's, au 500, rue Salter;
- La bibliothèque Munroe, au 489, rue London;
- La bibliothèque Harvey-Smith, au 999, avenue Sargent;
- La bibliothèque du Millénaire, au 251 rue Donald, soit la succursale principale;
- La bibliothèque Bill-et-Helen-Norrie, au 15 Poseidon Bay;
- La bibliothèque de Saint-Boniface, au 100-131, boulevard Provencher;
- La bibliothèque de Transcona, au 1, boulevard Transcona;
- La bibliothèque de Westwood, au 66, avenue Allard;
- La bibliothèque de St. James-Assiniboia, au 1910, avenue Portage;
- La bibliothèque Cornish, au 20 West Gate;
- La bibliothèque de Charleswood, au 6-4910, boulevard Roblin;
- La bibliothèque Osborne, au 625, rue Osborne;
- La bibliothèque de Saint-Vital, au 6, avenue Fermor;
- La bibliothèque de Windsor Park, au 1195, rue Archibald;
- La bibliothèque de Fort Garry, au 1360 Pembina Highway;
- La bibliothèque Louis-Riel, au 1168, rue Dakota;
- La bibliothèque Pembina Trail, au 2724 Pembina Highway.